# Ålov (Årbot) Haraldsdotter
Ålov (Årbot) Haraldsdotter (885? – 935?) princesa de Noruega durant el segle ix, era filla de Harald I i Gyda Eiriksdottir de Hordaland.
Es va casar amb Thorir Rögnvaldarson, jarl de Møre i van tenir tres fills, dues dones: Bergljot (n. 914) que es casà amb el jarl de Lade Sigurd Håkonsson, Vigdis (n. 918), i un mascle anomenat Jorund (n. 916).